# Червеностранна литория
Червеностранните литории (Litoria citropa) са вид земноводни от семейство Дървесници (Hylidae).
Срещат се в най-югоизточните части на Австралия.
Таксонът е описан за пръв път от швейцарския естественик Йохан Якоб фон Чуди през 1838 година.